# Тала
Та̀ла (на италиански: Talla) е село и община в централна Италия, провинция Арецо, регион Тоскана. Разположено е на 348 m надморска височина. Населението на общината е 1151 души (към 2010 г.).